# Transzcendenciaelmélet
A transzcendenciaelmélet a számelmélet azon ágazata, ami a transzcendens számok kvantitatív és kvalitatív vizsgálatával foglalkozik.

## Transzcendencia
Az algebra alaptétele kimondja, hogy az (egyváltozós) komplex együtthatós nem nulla polinomok rendelkeznek gyökkel a komplex számok között. Tehát bármely egész együtthatójú P polinomhoz tartozik olyan α komplex szám, amire P(α) = 0. A transzcendenciaelmélet a kérdés megfordításával foglalkozik, tehát adott α komplex számhoz létezik-e egész együtthatós P polinom, amire P(α) = 0? Ha ilyen polinom nem létezik, tehát α nem algebrai szám, akkor a számot transzcendensnek nevezzük.
Általánosabban az elmélet a számok algebrai függetlenségével foglalkozik. Egy {α1,α2,…,αn} számhalmaz akkor független egy k test fölött, ha nincs olyan n változós nem nulla P polinom k-ban, amire P(α1,α2,…,αn) = 0. Tehát annak eldöntése, hogy adott szám transzcendens-e, az algebrai függetlenség eldöntésének egy speciális esete, ahol a vizsgált halmaz egyetlen számból áll.
Kapcsolódó, de az algebraiságnál átfogóbb elgondolás, hogy létezik-e egy számnak zárt kifejezése (zárt alakja), és a zárt kifejezéssel kapcsolatos kérdések gyakran redukálhatók a transzcendenciával kapcsolatos kérdésekre.

## Története

### Racionális számokkal való közelítés: Liouville-től Rothig
A transzcendens kifejezést először a 17. században használták abban az értelemben, hogy egy matematikai objektum nem algebrai; Gottfried Leibniz ekkor bizonyította, hogy a szinuszfüggvény nem algebrai függvény. Már 1748-ban megfogalmazták a kérdést számok egyes osztályaival kapcsolatban, hogy vajon transzcendensek-e: Euler ekkor állította, hogy a logab szám racionális a és b számokra nem algebrai, hacsak b nem b = ac alakú valamely racionális c-re.
Bár Euler sejtését csak huszadik században sikerült igazolni, Euler kijelentése után 100 évvel Joseph Liouville-nek sikerült kimutatnia a nem algebrai számok létezését, amiben korábban nem voltak biztosak. Eredeti, az 1840-es években született cikkeiben transzcendens számok lánctörtekkel való előállításával foglalkozott. Később, az 1850-es években megadta egy szám algebraiságának szükséges feltételeit, ebből következően egy szám transzcendenciájának elégséges feltételeit. A Liouville-féle transzcendenciakritérium nem elég erős ahhoz szükséges is legyen, és valóban az e szám transzcendenciájának kimutatására nem is alkalmas. Mindazonáltal úttörő munkát végzett ezen a területen, a transzcendens számok nagyobb osztályát sikerült felderítenie, ezeket tiszteletére Liouville-számoknak nevezik.
A Liouville-féle kritérium lényegében azt mondja ki, hogy az algebrai számok racionális számokkal nem jól közelíthető számok. Tehát ha egy szám igen jól közelíthető racionális számokkal, akkor annak transzcendensnek kell lennie. Az „igen jól közelíthető” Liouville dolgozatában egy bizonyos kitevőre utal. Megmutatta, hogy ha α d ≥ 2 fokú algebrai szám és ε>0 tetszőleges pozitív valós szám, akkor a
{\displaystyle \left|\alpha -{\frac {p}{q}}\right|<{\frac {1}{q^{d+\varepsilon }}}}
egyenlőtlenség csak véges sok p/q racionális számra igaz. Ez nem egy triviálisan felhasználható kritérium, hiszen ellenőrizni kell minden d ≥ 2-re, hogy p/q-ra véges sok megoldás van-e.
A huszadik században Axel Thue, Carl Siegel és Klaus Roth a Liouville egyenlőtlenségében szereplő kitevőt d + ε-ről d/2 + 1 + ε-ra, végül 1955-ben 2 + ε-ra csökkentették. Ez az úgynevezett Thue–Siegel–Roth-tétel látszólag az elérhető legjobb eredmény, hiszen ha a kitevőben szereplő 2 + ε-t 2-re cseréljük, az egyenlőtlenség már nem teljesül. Serge Lang sejtése szerint azonban tovább javítható Roth eredménye, ha a jobb oldali nevezőben szereplő q2+ε kifejezés lecserélhető q2log(q)1+ε-ra.
Roth lényegében befejezte a Liouville által megkezdett munkát, tétele pedig lehetővé tette, hogy a matematikusok számos egyéb szám transzcendens voltát igazolják, köztük például a Champernowne-állandóét. A tétel azonban még mindig nem elég erős ahhoz, hogy az összes transzcendens számot kimutassa, és számos fontos állandó, köztük az e vagy a π nem jól közelíthetők (vagy nem ismert közelítésük) a fenti értelemben.

### Segédfüggvények: Hermite-től Bakerig
Szerencsére a 19. században más módszereket is kifejlesztettek, melyek az Euler-azonosságot felhasználva alkalmasabbak voltak az e, majd a π algebrai tulajdonságainak kezelésére. Ez a munka az úgynevezett segédfüggvényre épült. A segédfüggvények olyan függvények, melyeknek tipikusan több zéróértékeket vesznek föl a szóba jövő pontokon. A több zéróérték úgy is érthető, hogy ténylegesen több helyen vesznek fel nullát, vagy kevés helyen vesznek fel nullát de magas multiplicitással, vagy akár több helyen vesznek fel nullát magas multiplicitással. Charles Hermite 1873-ban segédfüggvényeket használva approximálta az ekx függvényeket minden k természetes számra, hogy az e transzcendenciáját igazolja. Munkájára Ferdinand von Lindemann épített az 1880-as években, azt próbálva igazolni, hogy eα transzcendens minden nem nulla α algebrai számra. Ez egyben igazolta, hogy π transzcendens, mivel eπi algebrai szám, és egyben megválaszolta az ókori kérdést, hogy lehetséges-e a körnégyszögesítés. Karl Weierstrass vitte tovább a gondolat fonalát és végül 1885-ben sikerült bebizonyítania a Lindemann–Weierstrass-tételt.
1900-ban David Hilbert a világ elé tárta híres problémagyűjteményét. Ezek közül a hetedik, melyet Hilbert a legnehezebben megoldhatók közé sorolt, az ab alakú számok transzcendenciájáról kérdezett, ha a és b algebrai számok, a nem 0 vagy 1 és b irracionális szám. Az 1930-as években Alexander Gelfond és Theodor Schneider bebizonyította, hogy ezek a számok valóban transzcendensek. A bizonyításhoz nem explicit segédfüggvényeket használt, melyek létezését a Siegel-lemma garantálta. Az eredmény, a Gelfond–Schneider-tétel, bizonyította az olyan számok transzcendens voltát, mint az eπ és a Gelfond–Schneider-állandó.
A következő nagy áttörés ideje az 1960-as években jött el, amikor a Gelfond-féle lineáris alakban felírt logaritmusok problémájával kapcsolatban Alan Bakernek sikerült haladást elérnie. Maga Gelfond is talált egy nem triviális alsó korlátot a
{\displaystyle |\beta _{1}\log \alpha _{1}+\beta _{2}\log \alpha _{2}|\,}
mennyiségre, ahol mind a négy ismeretlen algebrai, egyetlen α sem nulla vagy egy és a β-k pedig irracionálisak. Gelfondnak azonban nem sikerült három vagy több logaritmus összegére érvényes alsó korlátot felírnia. A Baker-tétel bizonyításában szerepelnek ilyen korlátok, menet közben megoldva Gauss osztályszámproblémáját az n=1 esetre. Ez az eredmény Baker számára elhozta a Fields-érmet a diofantoszi egyenletek megoldásában való használhatósága miatt. Tisztán transzcendenciaelméleti nézőpontból, Baker azt bizonyította, hogy ha α1,...,αn algebrai számok, melyek egyike sem nulla vagy egy, és β1,...,βn olyan algebrai számok, hogy 1,β1,...,βn a racionális számok fölött lineárisan függetlenek, akkor a
{\displaystyle \alpha _{1}^{\beta _{1}}\alpha _{2}^{\beta _{2}}\cdots \alpha _{n}^{\beta _{n}}}
szám transzcendens.

### Más technikák: Cantor és Zilber
Az 1870-es években Georg Cantor elkezdte kifejleszteni halmazelméletét és 1874-ben publikálta első cikkét , melyben bizonyította, hogy az algebrai számok és a természetes számok között 1:1 megfeleltetés létesíthető, így a transzcendens számok halmazának megszámlálhatatlannak kell lennie. Később, 1891-ben Cantor ugyanezt az eredményt a látványosabb és ismertebb átlós eljárással bizonyítja. Bár Cantor eredményét sokan tisztán egzisztenciálisként említik, amellyel egyetlen transzcendens szám sem konstruálható, valójában mindkét említett cikk kitér a transzcendens számok előállításának módszereire is.
Míg Cantor a halmazelmélet segítségével igazolta a transzcendens számok bővelkedését, viszonylag új fejleményként a modellelmélet segítségével próbálnak igazolni nyitott kérdéseket a transzcendens számokkal kapcsolatban. A probléma a racionális számok fölött lineárisan független x1,...,xn számok alkotta alábbi test transzcendenciafokának meghatározása:
{\displaystyle K=\mathbb {Q} (x_{1},\ldots ,x_{n},e^{x_{1}},\ldots ,e^{x_{n}})}.
Stephen Schanuel sejtése szerint a válasz n, de ez nem bizonyított. 2004-ben Boris Zilber publikált egy cikket, ami modellelméleti technikák segítségével definiált egy olyan struktúrát, ami nagyon hasonlít a komplex számokhoz, és tartalmazza az összeadás, szorzás és hatványozás műveletét. Erre az absztrakt struktúrára pedig igazolható a Schanuel-sejtés is. Sajnos azt nem tudjuk, hogy ez a struktúra megegyezik-e a komplex számok az említett műveletekkel együtt definiált struktúrájával; előfordulhat, hogy a Schanuel-sejtés hamis, de létezik egy a komplex számokhoz nagyon hasonlóan viselkedő absztrakt struktúra, amire viszont igaz. Zilber számos kritériumot határozott meg arra nézve, hogy a kérdéses struktúra valóban megegyezik-e C-vel, de nem tudta bizonyítani az úgynevezett erős exponenciális lezárási (Strong Exponential Closure) axiómát. Az axióma legegyszerűbb esetét azóta sikerült igazolni, de a sejtés bizonyításához az axióma teljesen általános esetének bizonyítására volna szükség.

## Megközelítések
A matematika ezen területének egy tipikus problémája annak eldöntése, hogy egy adott szám transzcendens-e. Cantor számosságokkal kapcsolatos érveléssel mutatta meg, hogy csak megszámlálhatóan végtelen algebrai szám létezik, ezért csaknem minden szám transzcendens. A számok tehát tipikusan transzcendensek, és mégis, rendkívül nehéz lehet adott számról bebizonyítani, hogy transzcendens (vagy akár csak hogy irracionális).
Emiatt a transzcendenciaelmélet gyakran kvantitatív megközelítést alkalmaz. Például egy adott α komplex számot tekintve feltehetjük a kérdést, hogy mennyire áll közel ahhoz, hogy algebrai szám legyen? Ha például feltesszük azt, hogy α algebrai, akkor megmutatható-e, hogy nagyon magas fokú polinom írja-e le, vagy egy minimális polinom, de nagyon nagy együtthatókkal? Végső soron ha megmutatható, hogy egyetlen véges fokszámú, illetve véges együtthatós polinom sem elégséges a szám leírásához, akkor a számnak transzcendensnek kell lennie. Mivel egy α szám pontosan akkor transzcendens, ha P(α) ≠ 0 minden egész együtthatós nem nulla P polinomra, a probléma megközelíthatő a következő képlet alsó korlátainak keresésével:
{\displaystyle |P(a)|>F(A,d)}
ahol a jobb oldalon valamilyen pozitív függvény látható, ami függ P együtthatói nagyságának valamely A mértékétől és d fokszámától, úgy, hogy a keresett alsó korlát igaz legyen minden P ≠ 0 polinomra. Az ilyen korlátot nevezik a transzcendencia mértékének.
A d = 1 eset a „klasszikus” diofantikus approximáció, ami az {\displaystyle |ax+b|} alsó korlátait keresi.
A transzcendenciaelméletnek és a diofantikus approximációnak sok közös vonása van: mindkettő használja a segédfüggvények koncepcióját.

## Nagyobb eredmények
Az 1900–1950 közötti periódusban elért komolyabb mérföldkő a Gelfond–Schneider-tétel volt. Az 1960-as években Alan Baker algebrai számok logaritmikus lineáris alakjaival foglalkozó munkássága újraélesztette a transzcendenciaelméletet, eredményei számos klasszikus problémára és a diofantoszi egyenletekre is alkalmazhatóak voltak.

## Nyitott kérdések
Bár a Gelfond–Schneider-tétel számok nagy osztályának transzcendenciáját igazolta, ez az osztály még mindig megszámlálható volt. Számos jól ismert konstansról még mindig nem eldönthető, hogy transzcendens-e, néhány esetben még az sem, hogy racionális vagy irracionális. Egy részleges lista olvasható a transzcendens számok szócikkben.
A transzcendenciaelmélet nagyobb problémái közé tartozik adott számhalmaz algebrai függetlenségének megmutatása (ahelyett, hogy az azt alkotó egyes számok transzcendensségéről kellene dönteni). Amíg tehát tudjuk, hogy e és π transzcendensek, ebből egyáltalán nem következik automatikusan, hogy e + π vagy bármely kombinációjuk transzcendens lenne (kivéve az eπ Gelfond-állandót, aminek transzcendens volta ismert). Egy másik nagy probléma az exponenciális függvényhez nem kapcsolódó számok kezelése. A transzcendenciaelmélet nagyobb eredményei általában az ex-hez és a logaritmusfüggvényhez köthetők, ami azt jelenti, hogy teljesen új módszereket kell kifejleszteni az olyan számok kezeléséhez, amik nem fejezhetők ki könnyen ennek a két matematikai objektumnak a segítségével.
A Schanuel-sejtés a két probléma közül az elsőt valamelyest megoldaná, mivel az algebrai függetlenséggel foglalkozik és ténylegesen igazolná, hogy e+π transzcendens. Azonban továbbra is az exponenciális függvény körül forog, így nem feltétlenül segít az olyan számok kezelésében, mint az Apéry-állandó vagy az Euler–Mascheroni-állandó. További rendkívül nehéznek tűnő, megoldatlan probléma még az úgynevezett állandóprobléma .

## Fordítás
- Ez a szócikk részben vagy egészben a Transcendental number theory című angol Wikipédia-szócikk ezen változatának fordításán alapul.  Az eredeti cikk szerkesztőit annak laptörténete sorolja fel. Ez a jelzés csupán a megfogalmazás eredetét és a szerzői jogokat jelzi, nem szolgál a cikkben szereplő információk forrásmegjelöléseként.